# Stanwell Corporation
Die Stanwell Corporation Limited ist ein australisches Energieversorgungsunternehmen mit Sitz in Brisbane. Es ist zu 100 Prozent im Besitz des Bundesstaates Queensland, beschäftigt rund 800 Mitarbeiter und erzielte 2011 einen Umsatz von 562,6 Millionen Australischen Dollar.
Der Stanwell Corporation gehören unter anderem folgende Kohle-, Gas- und Wasserkraftwerke, die zusammen eine Leistung von rund 4.000 Megawatt aufweisen:
- Barron Gorge Hydroelectric Power Station
- Kareeya Hydro Power Station
- Koombooloomba Hydro Power Station
- Stanwell Power Station
- Tarong Power Stations
- Mica Creek Power Station, Mackay Gas Turbine, Swanbank B and E Power Stations und Wivenhoe Small Hydro

Ebenfalls in Besitz der Stanwell Corporation ist das Kohlebergwerk Meandu Mine. Die Toora Wind Farm in Victoria wurde 2007 an Transfield Services verkauft. Auch die Emu Downs Wind Farm in Westaustralien wurde veräußert. Seit Juli 2011 ist Tarong Energy vollständig eine Tochtergesellschaft der Stanwell Corporation.